# Pelican Lagoon Conservation Park
Pelican Lagoon Conservation Park är en park i Australien. Den ligger i kommunen Kangaroo Island och delstaten South Australia, omkring 120 kilometer sydväst om delstatshuvudstaden Adelaide. Den ligger på ön Kangaroo Island.
Trakten runt Pelican Lagoon Conservation Park är nära nog obefolkad, med mindre än två invånare per kvadratkilometer.. Närmaste större samhälle är Penneshaw, omkring 16 kilometer nordost om Pelican Lagoon Conservation Park. 
I omgivningarna runt Pelican Lagoon Conservation Park växer huvudsakligen savannskog. Genomsnittlig årsnederbörd är 753 millimeter. Den regnigaste månaden är juni, med i genomsnitt 143 mm nederbörd, och den torraste är januari, med 21 mm nederbörd.